# 半クラッチ
半クラッチ（はんクラッチ）は、自動車およびオートバイのクラッチを完全につないでいない状態のこと。また運転用語および動力伝達状態を表す語のひとつである。狭義には、運転者が自らの手足を用いてのクラッチ操作中のそれを指す。略して半クラとも言う。
この状態ではエンジンからの駆動力を変速機、トランスファー、デフギアなどの駆動列（ドライブトレイン）、および車輪に加減して伝えることができる。そのため、車両の進行速度とエンジンの回転数が合致しない低速走行時や停車時にも駆動力を車輪に伝えることができる。
MT車（マニュアル車）の運転者は必ず習得しなければならない必修技術のひとつである。

## 概要
通常、MT車では一旦この状態を経由しないと停車状態からの発進や変速を滑らかに行うことができない。車両の状態に応じて適切なアクセル操作と半クラッチ操作を行わないと、乗員に衝撃を感じさせたり、クラッチジャダーやエンストを起こす。こうした操作を多用しすぎると、クラッチ板のダンパースプリングの破損やフライホイール固定ボルトの破断といった重大な事態を招くことにもなる。操作の仕方はエンジンやシャーシ、車体のおかれている状態によって変化するため、習得するには訓練を行う以外に有効な方法はない。
なお半クラッチ中の入力と出力の動力差は熱となる。このため多用しすぎるとクラッチに異常発熱・異常磨耗を起こす。急激なトルク変動下や長時間の半クラッチを行うと、フライホイール・クラッチ板・クラッチカバーが過熱し、発煙や異臭が発生することもあるので、必要以上の多用は避けることが望ましい。
セミオートマチックトランスミッション（オートメイテッドマニュアルトランスミッション）やデュアルクラッチトランスミッションなど、MTをベースにクラッチ操作が自動化された変速機では、自動で半クラッチの状態が作り出される。これは、トルクコンバータ式オートマチックトランスミッションでクリープ現象に慣れたドライバーに配慮して、構造上クリープ現象が発生しないトランスミッションでも同様にクリープ現象を発生させるためである。

## レース
自動車やオートバイレース等において、スムーズで素早いスタートを行う場合には必須の技術である。こと近年の電子制御化されたフォーミュラカーのレースでもローンチコントロール（発進補助装置）は規制されており、このテクニック如何で序盤の順位が決まるといってもよい。
短時間・短距離のレースでは車両をギリギリまで酷使してでも成績が求められるが、一方の、車両に対して配慮を求める耐久レースやラリーでは、レース中のクラッチの磨耗・破損を避けるため、負荷を考慮したクラッチ操作及び半クラッチ操作が求められる。